# 马诺里
马诺里（法語：Manaurie，法語發音：[manoʁi]）是法国多尔多涅省的一个旧市镇，属于萨拉拉卡内达区。2019年，马诺里与临近的2个市镇合并为新市镇莱塞济。

## 地理
马诺里（44°57'37"N, 0°59'29"E）面积9.97 平方千米，位于法国新阿基坦大区多爾多涅省，该省份为法国西南部内陆省份，是法國本土面积第三大的省，大致对应佩里戈尔地区，北起顺时针与夏朗德省、上维埃纳省、科雷兹省、洛特省、洛特-加龙省、吉倫特省和滨海夏朗德省接壤。
马诺里的时区为UTC+01:00、UTC+02:00（夏令时）。

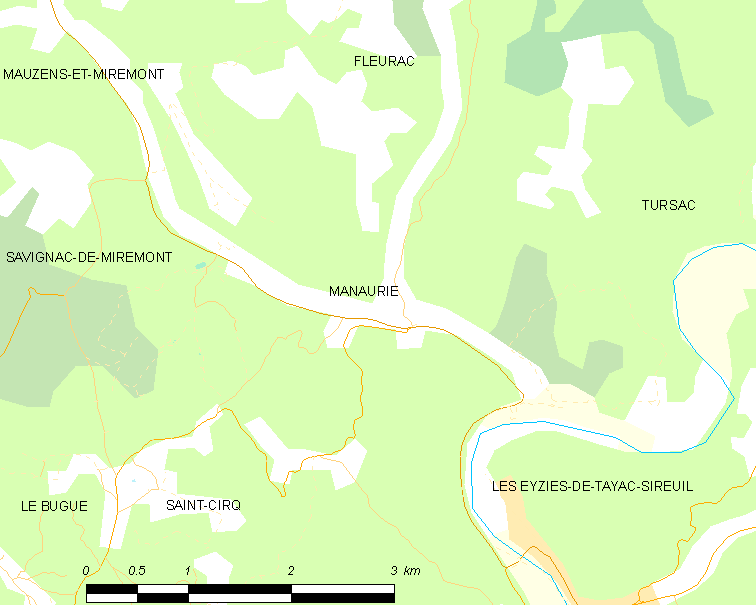
马诺里的OSM定位图

## 行政
马诺里的邮政编码为24620，INSEE市镇编码为24249。

## 政治
马诺里所属的省级选区为人谷县。

## 人口

1962-2008年间马诺里人口变化图示

马诺里于2018年1月1日时的人口数量为136人。